# Ludwig Bechstein

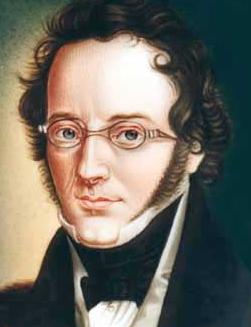
Ludwig Bechstein

Ludwig Bechstein (* 24. November 1801 in Weimar, Herzogtum Sachsen-Weimar; † 14. Mai 1860 in Meiningen, Herzogtum Sachsen-Meiningen) war ein deutscher Schriftsteller, Bibliothekar, Archivar und Apotheker. Er ist heute vor allem durch die von ihm herausgegebene Sammlung deutscher Volksmärchen bekannt (u. a. Deutsches Märchenbuch und Neues deutsches Märchenbuch).

## Leben

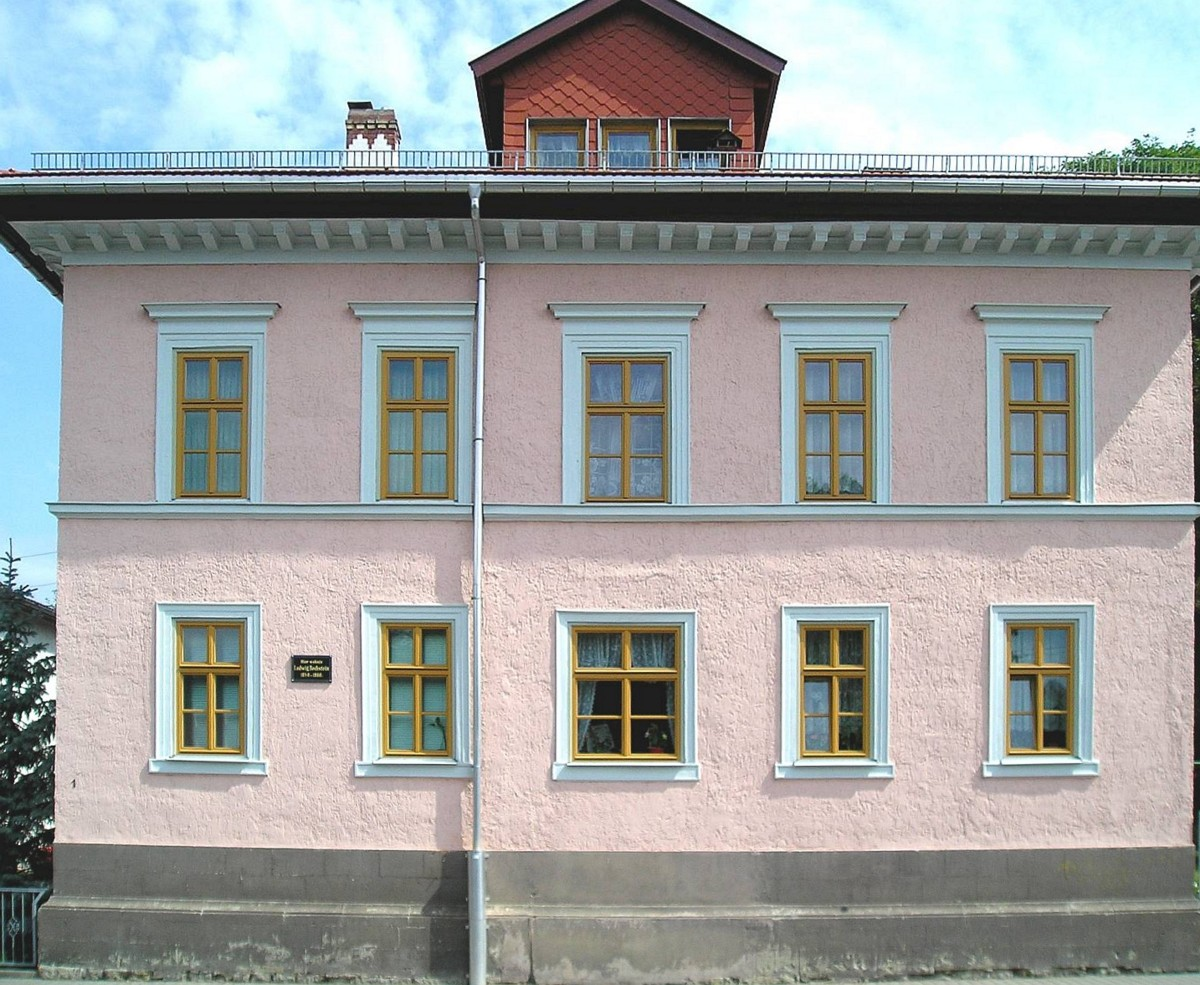
Bechsteins Wohnhaus in Meiningen 1840–1860

Ludwig Bechstein wurde als unehelicher Sohn der Johanna Carolina Dorothea Bechstein und eines französischen Emigranten unter dem Namen Louis Dupontreau geboren. 1810 adoptierte ihn sein Onkel Johann Matthäus Bechstein. Seither trug er den Namen Ludwig Bechstein. Sein Onkel ermöglichte ihm den Besuch des Gymnasiums in Meiningen und von 1818 bis 1821 eine Apothekerlehre in Arnstadt, wo er dann bis 1824 als Gehilfe tätig war. Schon 1823 legte er als C. Bechstein die Thüringischen Volksmärchen vor. Anschließend war er bis 1826 als Apothekergehilfe in Meiningen und bis 1828 als Provisor an der Schwan-Apotheke in Salzungen tätig. Jedoch befriedigte ihn diese Tätigkeit beruflich nicht.
Herzog Bernhard II. von Sachsen-Meiningen gewährte Bechstein ein Stipendium zum Studium der Philosophie, Geschichte und Literatur. Er begann das Studium 1829 in Leipzig, wo er sich im selben Jahr der Burschenschaft anschloss, und setzte es 1830 in München fort.
1831 wurde Bechstein zum herzoglichen Kabinettsbibliothekar in Meiningen und 1833 zum Leiter der Herzoglichen öffentlichen Bibliothek ernannt. Er gründete 1832 den Hennebergisch altertumsforschenden Verein, dem er bis 1857 als Direktor vorstand. Ludwig Bechstein gab 1834 die „Chronik der Stadt Meiningen 1676–1834“ heraus. 1840 bekam er den Titel Hofrat verliehen und bezog sein eigenes Haus in der Halbestadtstraße. Im Jahr 1842 trat er in die Meininger Freimaurerloge Charlotte zu den drei Nelken ein. 1848 übernahm Bechstein als Leiter und Archivar das Gemeinschaftliche Hennebergische Archiv.
Bechsteins patriotische Lyrik und seine historischen Erzählungen und Romane wie z. B. Der Dunkelgraf sind heute kaum noch bekannt. Geblieben sind seine Märchensammlungen, unter anderem veröffentlicht unter dem Titel Deutsches Märchenbuch (1845). Mit dem Ziel, pädagogisch zu wirken, nahm er vielfach Veränderungen an den überlieferten Geschichten vor. Seine Sammlung von Volksdichtungen sollte auch ein Beitrag zur Förderung der nationalen Einheit Deutschlands sein. Bechstein sammelte auch Sagen. Sein umfangreiches Deutsches Sagenbuch (1853) wurde zwar nicht so populär wie seine Märchensammlung, wird aber bis heute als Kompendium des deutschen Sagenschatzes genutzt. Auch Bechsteins Veröffentlichungen über Thüringen erlebten immer wieder Neuausgaben, beispielsweise sein Band in der Reihe Das malerische und romantische Deutschland. Mit der Biographie über seinen Adoptivvater, Dr. Johann Matthäus Bechstein und die Forstacademie Dreißigacker. Ein Doppel-Denkmal von Ludwig Bechstein, schuf er 1855 die erste eigenständige Lebensbeschreibung eines deutschen Forstmannes in Buchform. Mit dem Band Deutsches Mythenbuch wollte Bechstein seine Sammlung volkstümlicher Dichtung vollenden, doch sein früher Tod verhinderte dieses Vorhaben.
Nach einer langen „Gedicht-Not“ zwischen 1835 und 1843 setzt die lyrische Produktion Bechsteins erneut ein, nach der Begegnung mit der jungen Dichterin Wilhelmine Mylius, die er aus Gründen der Diskretion „Waldrose“, später sein „Waldröschen“ nannte. Er verehrte seine Mitarbeiterin Mylius romantisch und förderte die Näherin schriftstellerisch.
Bechstein war zweimal verheiratet. 1832 schloss er die Ehe mit Caroline Wiskemann (1808–1834) aus Oechsen. Aus dieser Ehe ging als einziges Kind der Sohn Reinhold Bechstein hervor, der später Philologe und Germanist wurde. Nach nur zwei Jahren Ehe starb Caroline. Im Jahr 1836 heiratete Bechstein seine zweite Frau Therese Schulz (* 7. April 1806; † 26. Februar 1876) aus Untermaßfeld. Aus dieser Ehe gingen sieben Kinder hervor, darunter Adolf Emil Ludwig Bechstein (1843–1914), ein bekannter Zeichner und Illustrator seiner Zeit.
Das Familiengrab von Ludwig Bechstein mit seiner Frau Therese befindet sich auf dem Meininger Parkfriedhof.

## Ehrungen

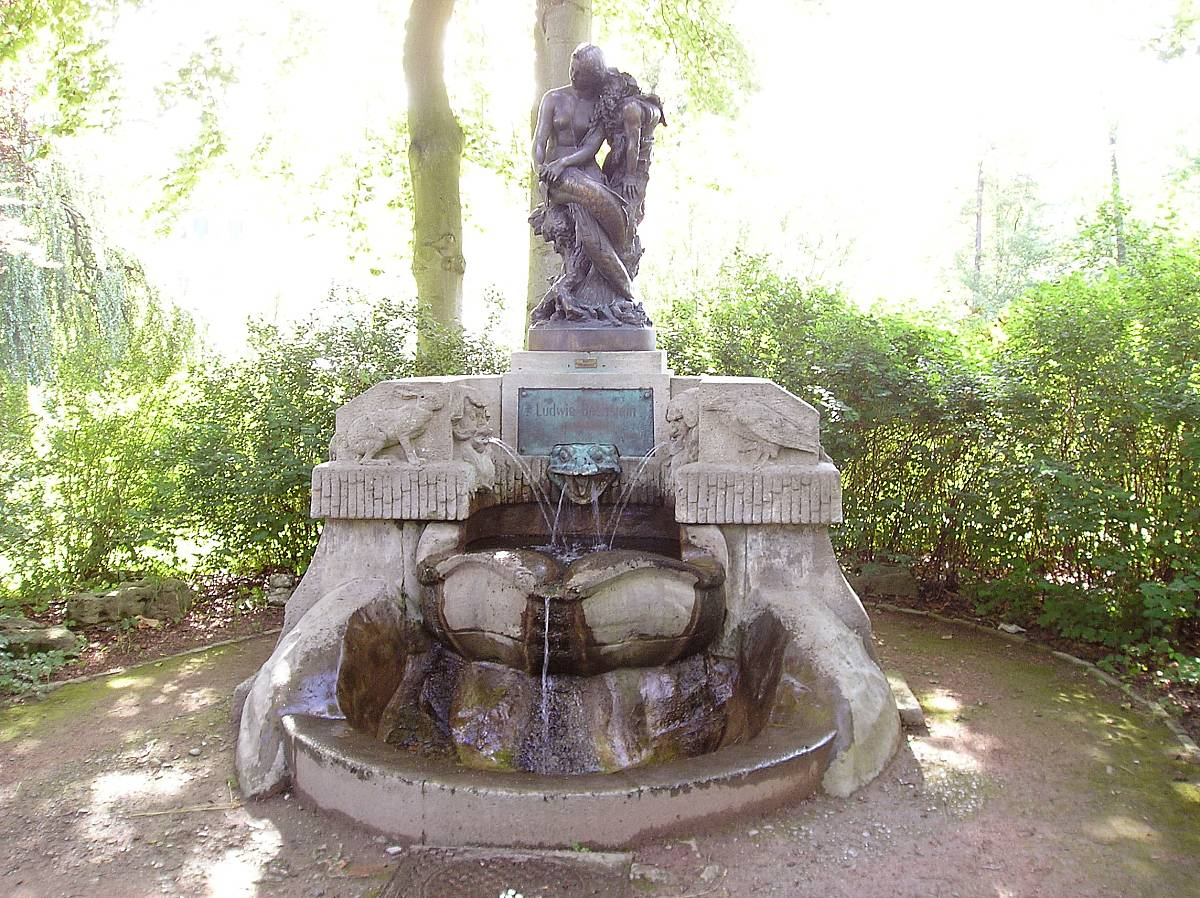
Bechsteinbrunnen in Meiningen

An Ludwig Bechstein erinnern heute in Meiningen neben der Gedenktafel an seinem Haus die Bechstein-Straße, die Grundschule „Ludwig Bechstein“, der Bechsteinbrunnen, sowie die „Bechstein Apotheke“ in Untermaßfeld. Weitere nach Ludwig Bechstein benannte Grundschulen befinden sich in Arnstadt, Bad Liebenstein und Erfurt.
2001 wurde der Asteroid (23520) Ludwigbechstein nach ihm benannt.
Ebenfalls seit 2001 wird zu Ehren von Ludwig Bechstein der Thüringer Märchen- und Sagenpreis „Ludwig Bechstein“ an verdienstvolle Märchenerzähler, Illustratoren, Verleger und andere mit besonderem Bezug zu Märchen und Sagen verliehen.

## Werke

### Erzählungen
- Aus Heimat und Fremde. Erzählungen. 2 Bände. Taubert, Leipzig 1839.
- Hainsterne. Berg-, Wald- und Wander-Geschichten.  4 Bände. Pfeffer, Halle 1853.

1. Band: Der Pfarrer von Meslar. (Digitalisat im Münchener Digitalisierungszentrum)
2. Band: Der Heerwurm und die Wildschützen. (Digitalisat im Münchener Digitalisierungszentrum)
3. Band: Der Spielmann vom Thüringer Walde. (Digitalisat im Münchener Digitalisierungszentrum)
4. Band: Eine Nacht im Spessartwalde. (Digitalisat im Münchener Digitalisierungszentrum)

- Ein dunkles Loos. Volkserzählung. 3 Bände. Korn, Nürnberg 1850 (Digitalisate von Band 1, Band 2 und Band 3 bei Google Books; Reprint im Verlag Rockstuhl, ISBN 3-936030-92-8)

### Gedichte
- Die Haimons-Kinder. Ein Gedicht aus dem Sagenkreise Karls des Grossen in vier Sängen. Hartmann, Leipzig 1830.
- Luther. Ein Gedicht. Sauerländer, Frankfurt am Main 1834. Verlag Rockstuhl, Reprint, ISBN 978-3-936030-94-5
- Gedichte. Sauerländer, Frankfurt am Main 1836.
- Neue Naturgeschichte der Stubenvögel. Ein Lehrgedicht. Hahn, Hannover 1846.
- Schloß Wartburg in Liedern und Romanzen gefeiert. Voigt & Günther, Leipzig 1859.

### Landeskunde und Reiseliteratur
- Chronik der Stadt Meiningen 1676–1834. 2 Theile. Keyßner, Meiningen 1834.
- Meiningen und seine Umgebungen. Ein Führer für Fremde und Einheimische. Kesselring, Hildburghausen 1842.
- Thüringen und der Harz. Historisch-romantische Beschreibung aller in Thüringen und auf dem Harz vorhanden gewesenen und noch vorhandenen Schlösser, Burgen, Klöster, merkwürdigen Kirchen und anderer Gebäude; Fabrikörter, Bergwerke, Ruinen, Höhlen, Denkmäler, malerischen Gegenden und sonst beachtenswerther Gegenstände aus dem Reiche der Geschichte und Natur. Eupel, Sondershausen 1842.
- Schloss Landsberg bei Meiningen. Meiningen 1844.
- Wanderungen durch Thüringen. Wigand, Leipzig 1838.
- Dr. Johann Matthäus Bechstein und die Forstacademie Dreißigacker. Ein Doppel-Denkmal von Ludwig Bechstein. Brückner & Renner, Meiningen 1855.
- Thüringens Königshaus. Sein Fluch und Fall. Erzählendes Gedicht in sechs Gesängen. Aus dem Nachlasse des Dichters. Wigand, Leipzig 1865.

### Hymnen
- Vaterlandsgesang der Sachsen-Meininger. vor 1836, Meininger Hymne

### Märchen
| - Aschenpüster mit der Wünschelgerte - Aschenbrödel * - Besenstielchen - Bruder Sparer und Bruder Vertuer - Das Dornröschen * - Das goldene Ei - Das Gruseln * - Das Hellerlein - Das Kätzchen und die Stricknadeln - Das klagende Lied - Das Märchen vom Mann im Mond - Das Märchen vom Ritter Blaubart * - Das Märchen vom Schlauraffenland * - Das Märchen vom wahren Lügner - Das Märchen von den sieben Schwaben * - Das Mäuslein Sambar, oder die treue Freundschaft der Tiere - Das Natterkrönlein - Das Nußzweiglein - Das Rebhuhn - Das Rotkäppchen * - Das Tränenkrüglein - Das winzige, winzige Männlein - Der alte Zauberer und seine Kinder - Der beherzte Flötenspieler - Der Fuchs und der Krebs - Der Garten im Brunnen - Der goldne Rehbock - Der Hahn und der Fuchs - Der Hase und der Fuchs - Der Hasenhüter und die Königstochter - Der kleine Däumling - Der König im Bade - Der Mann ohne Herz - Der Mann und die Schlange - Der Mönch und das Vögelein - Der Müller und die Nixe * - Der Richter und der Teufel - Der Schäfer und die Schlange - Der Schmied von Jüterbogk | - Der schwarze Graf - Der starke Gottlieb - Der Teufel ist los oder das Märlein, wie der Teufel den Branntwein erfand - Der undankbare Sohn - Der Wacholderbaum * - Der weiße Wolf - Der Wettlauf zwischen dem Hasen und dem Igel * - Der Zauber-Wettkampf - Der Zauberer und seine Kinder - Des Hundes Not - Des kleinen Hirten Glückstraum - Des Königs Münster - Des Märchens Geburt - Des Teufels Pate - Die beiden kugelrunden Müller - Die dankbaren Tiere - Die drei Bräute - Die drei dummen Teufel - Die drei Federn - Die drei Gaben - Die drei Hochzeitsgäste - Die drei Hunde - Die drei Musikanten - Die drei Nüsse - Die Goldmaria und die Pechmaria - Die Hexe und die Königskinder - Die hoffärtige Braut - Die Jagd des Lebens - Die Katze und die Maus - Die Knaben mit dem goldnen Sternlein - Die Königskinder - Die Kornähren - Die Lebensgeschichte der Maus Sambar - Die Nonne, der Bergmann und der Schmied - Die Perlenkönigin - Die Probestücke des Meister-Diebes - Die Rosenkönigin - Die schlimme Nachtwache - Die schöne junge Braut - Die sieben Geißlein * | - Die sieben Raben * - Die sieben Schwäne * - Die verwünschte Stadt - Die verzauberte Prinzessin - Die vier klugen Gesellen - Fippchen Fäppchen - Der Gevatter Tod * - Gevatterin Kröte - Goldener - Goldhähnchen - Gott Überall - Hans im Glücke * - Hänsel und Gretel * - Helene - Hirsedieb - Mann und Frau im Essigkrug - Oda und die Schlange - Rupert der Bärenhüter - Schneeweißchen * - Schneider Hänschen und die wissenden Tiere - Schwan, kleb an - Seelenlos - Siebenschön - Sonnenkringel - Star und Badewännlein - Tischlein deck dich, Esel streck dich, Knüppel aus dem Sack * - Vogel Holgott und Vogel Mosam - Vom Büblein, das sich nicht waschen wollte - Vom Hänschen und Gretchen, die in die roten Beeren gingen * - Vom Hühnchen und Hähnchen * - Vom Knäblein, vom Mägdlein und von der bösen Stiefmutter - Vom Schwaben, der das Leberlein gefressen - Vom tapfern Schneiderlein * - Vom Zornbraten - Von dem Wolf und den Maushunden - Von zwei Affen - Zitterinchen - Zwergenmützchen |

 * auch bei Grimms Märchen 

### Novellen
- Erzählungen und Phantasiestücke. 13 Novellen in 4 Bänden. Hallberger, Stuttgart 1831.
- Arabesken. Novellen. Hallberger, Stuttgart 1832.
- Novellen und Phantasiegemälde. 2 Bände. Kesselring, Hildburghausen 1832.
- Novellen und Phantasieblüthen. 2 Theile. Leo, Leipzig 1835.
- Die Manuscripte Peter Schlemihl’s. Kosmologisch-literarische Novelle. Allgemeine Deutsche Verlags-Anstalt, Berlin, 1851 (Digitalisate von Band 1 und Band 2 bei Google Books).

### Romane
- Die Weissagung der Libussa. Franckh, Stuttgart 1829 (Digitalisat von Band 1 und Band 2 bei Google Books; Reprint im Verlag Rockstuhl, ISBN 3-936030-91-X)
- Grimmenthal. Romantisches Zeitbild aus dem sechzehnten Jahrhundert. Kesselringsche Hofbuchhandlung, Hildburghausen 1833 (Digitalisat bei Google Books; Reprint im Verlag Rockstuhl, 2003, ISBN 3-936030-84-7)
- Das tolle Jahr. Historisch-romantisches Gemälde aus dem sechzehnten Jahrhundert. Hallberger, Stuttgart 1833 (Digitalisat von Band 1, Band 2  und Band 3 bei Google Books)
- Der Fürstentag, 1834
- Fahrten eines Musikanten, 1837
- Grumbach, 1839
- Clarinette, 1840
- Berthold der Student, 1850
- Der Dunkelgraf, 1854 (Digitalisat und Volltext im Deutschen Textarchiv)
- Die Geheimnisse eines Wundermannes, 1856

### Sammelbände

#### Märchen
- Die schönsten Märchen, (Erscheinungsjahr unbekannt)
- Thüringische Volksmärchen. 1823, Verlag Rockstuhl, Reprint 2002, ISBN 3-936030-71-5
- Deutsches Märchenbuch, 1845, Georg Olms Verlag, Reprint 2003, ISBN 3-487-11991-9
- Neues deutsches Märchenbuch, 1856

#### Sagen
- Der Sagenschatz und die Sagenkreise des Thüringerlandes. 1835–38, Georg Olms Verlag, Reprint 2003, ISBN 3-487-11991-9
- Der Sagenschatz des Frankenlandes. 1842
- Deutsches Sagenbuch. 1853, Georg Olms Verlag, Reprint 2003, ISBN 3-487-12501-3
- Thüringer Sagenbuch. 1858, Verlag Rockstuhl, Reprint 2001 in zwei Bänden, ISBN 3-936030-07-3 und ISBN 3-936030-08-1 (Scan des Buchs von 1858: hdl:2027/mdp.39015022651148)
- Rheinsagen, 1912

### Sonstiges
- Mährchenbilder und Erzählungen. 1829
- Zweihundert deutsche Männer in Bildnissen und Lebensbeschreibungen. 1854 (Digitalisierte Ausgabe unter: urn:nbn:de:s2w-7093)
- Fahrten eines Musikanten (die abenteuerliche Lebensgeschichte des Johann Daniel Elster), herausgegeben von Ludwig Bechstein, Zweite verbesserte, und mit viertem Band vermehrte Auflage in zwei Theilen 1854
- Hexengeschichten. 1854, Georg Olms Verlag, Reprint 1984, ISBN 3-487-08260-8
- Romantische Sagen und Märchen. 1855, Verlag Rockstuhl, Reprint 2003, ISBN 3-936030-93-6
- Freimaurerische Schriften. Hrsg. von G. v. Goeckingk-Farnbach. Meiningen (1926)
- Der Verdrüssliche. 2010 (illustriert von Axel Scheffler), Jacoby & Stuart, Berlin ISBN 978-3-941087-81-1
- Furia Infernalis.[7] 2022 (aus: Hexengeschichten), Hörspiel, Titania Medien, Hilden ISBN 978-3-7857-8387-0